# Elite League na żużlu
Elite League na żużlu – w latach 1997–2016 najwyższa klasa rozgrywkowa drużynowych mistrzostw Wielkiej Brytanii na żużlu. Była kontynuacją British League, a w 2017 jej kontynuatorką została Premiership. Najbardziej utytułowanym klubem w historii rozgrywek był Poole Pirates. Drużyna ta miała na swoim koncie siedem mistrzostw Elite League (z dziesięciu zdobytych w całej historii DM Wielkiej Brytanii). 
Drużyny rywalizowały ze sobą w systemie kołowym, dwa razy jako gospodarz oraz dwukrotnie na wyjeździe. Za zwycięstwo przyznawano 2 punkty (Za zwycięstwo na wyjeździe 3 punkty – od 2008 r.), za remis jeden, a za porażkę zero. Cztery najlepsze drużyny awansowały do fazy play-off, gdzie wyłaniano medalistów ligi. Od sezonu 2008 funkcjonował system spadków i awansów. Składy drużyn nie mogły przekroczyć limitu KSM określanego przed startem sezonu.

## Historia
Sezon 1994 był ostatnim, w którym najwyższą ligą w drużynowych mistrzostwach Wielkiej Brytanii była British League. W latach 1995–1996 rozgrywana była jedna profesjonalna liga – Premier League, która powstała poprzez połączenie dwóch najwyższych klas rozgrywkowych. Ponowne rozbicie nastąpiło przed sezonem 1997, kiedy to najwyższą profesjonalną liga stała się Elite League, a Premier League stała się drugim poziomem rozgrywkowym. Pierwszym mistrzem nowo powstałej ligi zostało Bradford Dukes. 
Pierwszą dużą zmianą w mechanizmie Elite League było wprowadzenie play-offów w sezonie 2002. Od 2008 zaczął funkcjonować system spadków i awansów. Po sezonie 2016 podjęto kolejną decyzję o reorganizacji brytyjskiego żużla. Jedną z konsekwencji było zastąpienie Elite League przez SGB Premiership. Ostatnim zwycięzcą Elite League została drużyna Wolverhampton Wolves.

## Edycje i triumfatorzy
| Sezon | Mistrz                | Wicemistrz           | 3. miejsce                                   |
| ----- | --------------------- | -------------------- | -------------------------------------------- |
| 1997  | Bradford Dukes        | Eastbourne Eagles    | Swindon Robins                               |
| 1998  | Ipswich Witches       | Belle Vue Aces       | Coventry Bees                                |
| 1999  | Peterborough Panthers | Poole Pirates        | King's Lynn Knights                          |
| 2000  | Eastbourne Eagles     | King's Lynn Knights  | Ipswich Witches                              |
| 2001  | Oxford Cheetahs       | Poole Pirates        | Coventry Bees                                |
| 2002  | Wolverhampton Wolves  | Eastbourne Eagles    | Coventry Bees / Poole Pirates                |
| 2003  | Poole Pirates         | Coventry Bees        | Peterborough Panthers / Oxford Cheetahs      |
| 2004  | Poole Pirates         | Wolverhampton Wolves | Ipswich Witches / Eastbourne Eagles          |
| 2005  | Coventry Bees         | Belle Vue Aces       | Peterborough Panthers / Eastbourne Eagles    |
| 2006  | Peterborough Panthers | Reading Racers       | Swindon Robins / Coventry Bees               |
| 2007  | Coventry Bees         | Swindon Robins       | Peterborough Panthers / Poole Pirates        |
| 2008  | Poole Pirates         | Lakeside Hammers     | Swindon Robins / Ipswich Witches             |
| 2009  | Wolverhampton Wolves  | Swindon Robins       | Lakeside Hammers / Coventry Bees             |
| 2010  | Coventry Bees         | Poole Pirates        | Peterborough Panthers / Wolverhampton Wolves |
| 2011  | Poole Pirates         | Eastbourne Eagles    | King's Lynn Stars / Lakeside Hammers         |
| 2012  | Swindon Robins        | Poole Pirates        | Birmingham Brummies / Lakeside Hammers       |
| 2013  | Poole Pirates         | Birmingham Brummies  | Swindon Robins / Wolverhampton Wolves        |
| 2014  | Poole Pirates         | Coventry Bees        | King's Lynn Stars / Swindon Robins           |
| 2015  | Poole Pirates         | Belle Vue Aces       | Coventry Bees / Swindon Robins               |
| 2016  | Wolverhampton Wolves  | Belle Vue Aces       | Poole Pirates / Lakeside Hammers             |